# Герит Беркхейде
Герит Адриенсзоон Беркхейде е нидерландски художник, творил в Харлем, Хага и Амстердам. Известен е най-вече с градските си пейзажи.

## Биография
Беркхейде е роден в Харлем на 6 юни 1638 година. Той е по-малкият брат на Йоб Беркхейде, който по-късно става негов учител заедно с Франс Халс. Двамата братя започват пътешествие по Рейн през 50-те години на XVII век, минавайки през Бон, Кьолн, Манхайм и Хайделберг. Работят за кратко в двора на Карл I Лудвиг, граф на Пфалц. През 1660 година Герит се завръща в Харлем и на 27 юли се присъединява към Гилдията на Свети Лука.
Умира на 14 юни 1698 година в Амстердам.

## Творчество
- Гледка от църквата св. Бавон в Харлем ок. 1666 година
- Площад Дам в Амстердам ок. 1665 година
- Амстердам, изглед от канала и кметството
- Пазарът в Харлем
- Пазарът за цветя в Амстердам – 1673 година
- Хага – Биненхоф ок. 1690 година